# کوجی چینو
کوجی چینو (انگلیسی: Koji Chino؛ زادهٔ ۱۷ دسامبر ۱۹۳۰) کارگردان فیلم، و فیلم‌نامه‌نویس اهل ژاپن است.